# Hans Robert Roemer
Hans Robert Roemer (* 18. Februar 1915 in Trier; † 15. Juli 1997 in Freiburg im Breisgau) war ein deutscher Orientalist und Islamwissenschaftler.

## Leben
Roemer studierte zunächst ab 1934 an der Universität Bonn Jura und ging 1936 nach Berlin, wo er neben Jura auch orientalische Sprachen (Persisch, Arabisch, Türkisch) studiert. Unter Einfluss des Iranisten Walther Hinz wechselte er zur Orientalistik und ging mit diesem 1937 nach Göttingen, wo er 1938 promoviert wurde (Der Niedergang des Irans nach dem Tod Ismails des Grausamen (1577–1581)). 1950 habilitierte er sich in Mainz (Die Staatsschreiben der Timuridenzeit. Das Saraf-nama des Abdallah Marwarid in kritischer Auswertung (= Veröffentlichungen der Orientalischen Kommission Band 3). Wiesbaden 1952). Dort war er 1949 bis 1956 Direktor der Akademie der Wissenschaften und der Literatur und ab 1956 außerplanmäßiger Professor. 1950 bis 1956 gab er mit Helmuth Scheel die Veröffentlichungen der Orientalischen Kommission (VOK) der Mainzer Akademie heraus und außerdem 1952 bis 1956 die Zeitschrift der Deutschen Morgenländischen Gesellschaft und die Abhandlungen der Kunde des Morgenlandes. 
1956 ging er als Referent für Orientalistik an das Deutsche Archäologische Institut Kairo und begann dort 1960 mit der Herausgabe der Reihe Quellen zur Geschichte des islamischen Ägypten. 1961 bis 1963 war er Gründungsdirektor des Orient-Instituts in Beirut. 1963 wurde er Professor für Islamkunde und Geschichte der islamischen Völker an der Universität Freiburg, wo er auch das Orientalistische Seminar begründete. Er war Herausgeber der Freiburger Islamstudien. 1983 wurde er emeritiert.
Sein Schwerpunkt war die Erschließung der zahlreichen größtenteils unbearbeiteten Quellen zur islamischen Geschichte zum Beispiel im Iran und Ägypten aus Mittelalter und früher Neuzeit. Besonders befasste er sich mit den Safawiden und Timuriden im Iran und Zentralasien und Mamluken in Ägypten.
Auf seine Initiative wurden Vertretungen der Deutschen Morgenländischen Gesellschaft (DMG) in den geeigneten Deutschen Archäologischen Instituten  errichtet, zunächst in Istanbul und Kairo, und er war Gründer und erster Direktor des Orient-Instituts der DMG in Beirut. Er war Geschäftsführer und 1972 bis 1984 Erster Vorsitzender der DMG.
1992 wurde er Ehrendoktor der Universität Bamberg. 1980 erhielt er das Bundesverdienstkreuz am Bande. Weiterhin erhielt er auch den Zedernorden der Republik Libanon.